# Toire no Pieta
Toire no Pieta (トイレのピエタ?   conocida en inglés como Pieta in the Toilet) es una película dramática juvenil japonesa de 2015 dirigida por Daishi Matsunaga. Fue estrenada en Japón el 6 de junio de 2015.

## Sinopsis
Hiroshi es un graduado de la escuela de arte que abandonó su sueño como artista para trabajar como limpiador de ventanas. Cuando se da cuenta de que solo le quedan tres meses de vida, conoce a una estudiante de secundaria llamada Mai y una vez más encuentra su pasión por el dibujo.

## Reparto
- Yojiro Noda como Sonoda Hiroshi;
- Hana Sugisaki como Mai;
- Lily Franky como Yokota;
- Saya Ichikawa como Satsuki;
- Ryô Iwamatsu como el padre de Sonoda;
- Shinobu Ôtake como la madre de Sonoda;
- Riku Sawada como Takuto;
- Rie Miyazawa como la madre de Takuto;
- Kanji Furutachi como Mizutani;
- Megumi como Haruko Takeda;
- Yoshiyuki Morishita como Tanaka;
- Haruki Takano.

## Recepción
En Film Business Asia, Derek Elley le dio a la película un 6 sobre 10, calificándola de «drama interesante de una amistad poco convencional entre un artista moribundo y una colegiala.»